# Can Cisterna
Can Cisterna és una obra de Sant Boi de Llobregat (Baix Llobregat) protegida com a Bé Cultural d'Interès Local.

## Descripció
Masia de planta basilical orientada a sud-oest. L'estructura de la casa és de planta baixa, pis i golfes. Al primer pis hi ha balcons, sembla que els laterals podrien ser posteriors. Destaca el coronament de línia sinuós de la façana, amb volutes als extrems i un cos més elevat al centre.
L'embigat de fusta ha estat restaurat.